# Дзебніауребі
Дзебніауребі (груз. ძებნიაურები) — село в Грузії.
За даними перепису населення 2014 року в селі проживає 142 особи.